# Ixodes fecialis
Ixodes fecialis este o specie de căpușe din genul Ixodes, familia Ixodidae, descrisă de Warburton și Thomas Nuttall în anul 1909. Conform Catalogue of Life specia Ixodes fecialis nu are subspecii cunoscute.